# 6e régiment de spahis algériens
Le 6e régiment de spahis algériens (6e RSA) est une unité dissoute de cavalerie de l'armée d'Afrique, appartenant à l'armée de terre française.

## Création et différentes dénominations
- fin 1914 : le  1er régiment de marche de spahis prend le nom du 6e régiment de spahis[réf. souhaitée]
- septembre 1917 : dissolution[1]
- 1919 : création du 6e régiment de spahis[1]
- 1er avril 1923 : dissolution[2]
- 23 avril 1923 : création du 6e régiment de spahis à partir du régiment ayant successivement porté le nom de[2] :
  - 20 septembre 1922 : 1er régiment de marche de spahis
  - 14 novembre 1922 : 10e régiment de marche de spahis
  - 1er avril 1923 : 5e régiment de spahis (le futur 5e régiment porte pendant ces 22 jours le numéro 6).
- 1929 : renommé 6e régiment de spahis algériens[1]
- 1944 : renommé 6e régiment de spahis algériens de reconnaissance
- 1945 : changement de nom du 6e RSAR, qui devient le 2e RSAR
- 1948 : recréation du 6e escadron de spahis algériens puis 6e groupement de reconnaissance de spahis algériens
- 1956 : dissolution finale

## Chefs de corps
- 24 juillet 1922 : colonel Toulat[3]
- 11 novembre 1922 : lieutenant-colonel Dubois (intérim)[3]
- 12 décembre 1922 : lieutenant-colonel Lobez[3]
- 23 avril 1923 : lieutenant-colonel Lobez[3]
- 25 juin 1923 : colonel Cabiot (n'a pas rejoint le régiment)[3]
- 28 juillet 1923 : colonel Patissier (n'a pas rejoint le régiment)[3]
- 28 juin 1924 : lieutenant-colonel Lobez (colonel le 25 novembre 1924[3]
- 23 janvier 1926 : lieutenant-colonel de Réals[3]
- 17 mai 1926 : lieutenant-colonel Ving (tué le 20 juillet 1926[3]
- 21 juillet 1926 : lieutenant-colonel Holtz[3]
- 28 juillet 1926 : lieutenant-colonel Gremaud (intérim)[3]
- 22 novembre 1927 : colonel Dodun[3]
- 15 juillet 1931 : lieutenant-colonel de Vilmarest (intérim)[3]
- 1er octobre 1931 : colonel Decarpentry[3]

## Historique des garnisons, combats et batailles du6erégiment de spahis

### Première Guerre mondiale
Le 6e régiment de spahis est formé comme régiment de marche pendant la Première Guerre mondiale fin 1914 à partir de deux deux escadrons du 1er régiment de spahis, d'un escadron du 3e et d'un escadron du 5e. Il combat en France jusqu'à son départ pour l'Algérie en septembre 1917, où il est dissout.

### Entre-deux-guerres
Le 6e régiment de spahis est formé en 1919 au Levant par le 1er régiment de spahis. Il fournit deux escadrons pour former le 1er puis 10e régiment de marche de spahis, créé à Trèves le 20 septembre 1922. Le 6e spahis est dissout le 1er avril 1923 et son numéro est repris pendant 22 jours par le 11e régiment de marche.

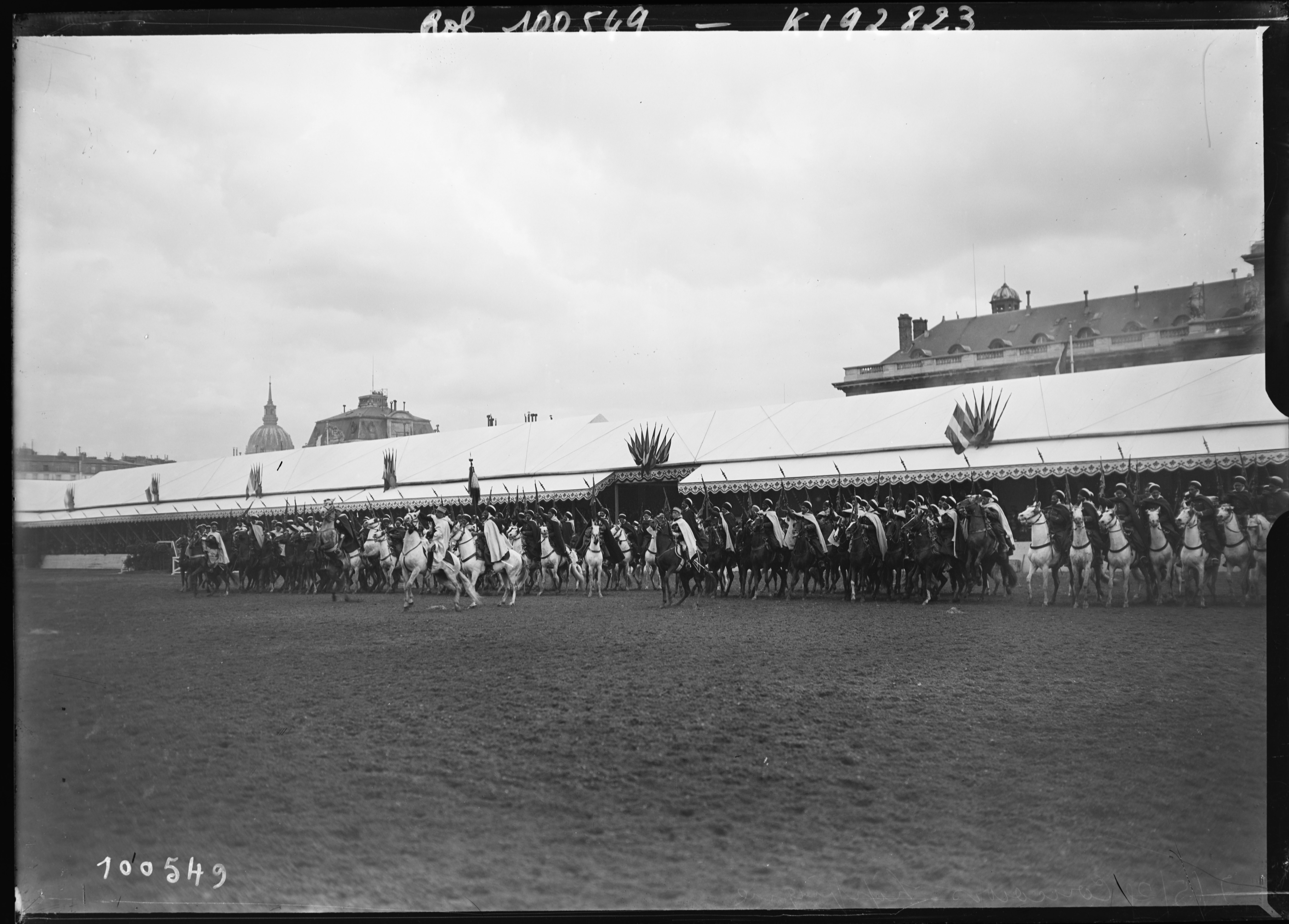
Spahis du 6e RSA en mai 1925, venus à Paris pour faire une démonstration équestre.

Le régiment est recréé à Mayence le 23 avril 1923, pendant l'occupation de la Ruhr à partir du 1er régiment de marche de spahis de spahis, qui avait également porté le nom de 10e régiment de marche de spahis et de 5e régiment de spahis (pendant 22 jours). Il fait partie de la 1re brigade de spahis (1re BS) avec le 5e spahis algériens (ex-6e régiment de spahis pendant 22 jours, ex-11e régiment de marche de spahis, ex-2e régiment de marche de spahis). Il rejoint Landau entre décembre 1923 et février 1924. En août 1925, le régiment quitte l'Allemagne pour partir vers le Maroc. La 1re brigade de spahis combat dans le Rif en liaison avec les Espagnols. En novembre 1925, le régiment quitte le Maroc et la 1re BS est dissoute.

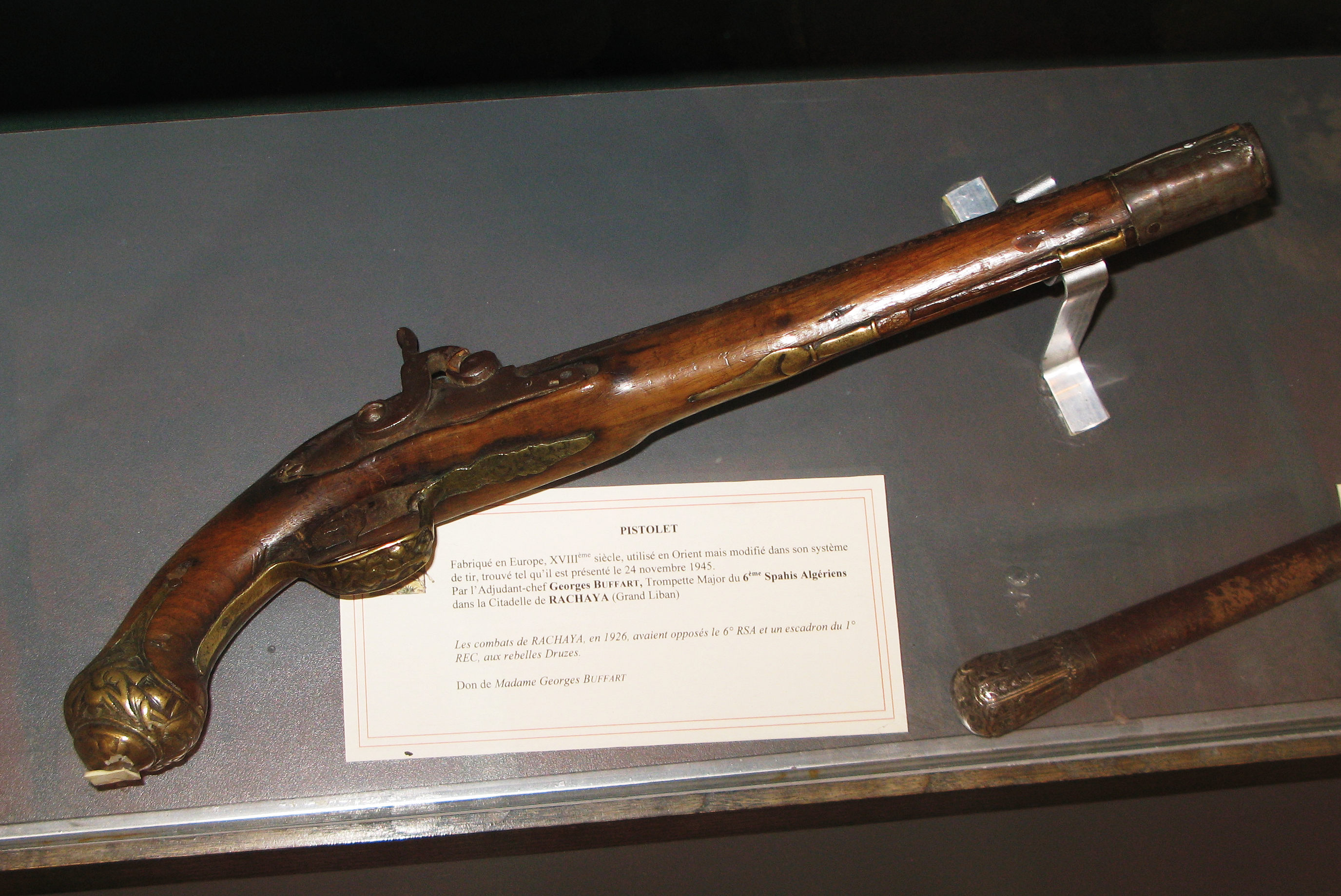
Pistolet druze trouvé à la citadelle de Rachaya par un spahis du 6e algériens en novembre 1925.

Les 19 et 20 novembre 1925, il débarque à Beyrouth au Liban et participe dès le 24 novembre à la délivrance de la citadelle de Rachaya, où les rebelles druzes bloquaient un escadron de 1er étranger de cavalerie et un autre du 12e spahis tunisiens. Les 4 et 5 décembre, le régiment prend la Zaouia d'Hasbaya. Il est cité à l'ordre de l'armée.
Le 20 juillet 1926, son chef de corps, le lieutenant-colonel Ving est tué lors des opérations de nettoyage à Kefer-Batna (en), près de Damas. Son nom sera donné aux cantonnements de cavalerie d'Alep, à de nombreux quartiers de spahis et notamment à celui de l'actuel régiment de spahis de Valence[réf. souhaitée]. Le régiment est à nouveau cité à l'ordre de l'armée le 21 septembre 1926.
Quittant le Levant en octobre 1927, il tient garnison à Compiègne jusqu'en 1940. Régiment à cheval, il compte 1 200 hommes, en quatre escadrons de fusiliers-éclaireurs et un escadron de mitrailleuses et d'engins.

### Seconde Guerre mondiale
Lors de la campagne de 1940, le 6e régiment de spahis algériens forme avec le 4e Spahis Marocains la 1re brigade de spahis, sous le commandement du colonel Jouffrault. Elle se bat au Luxembourg, à Longwy, dans les Ardennes. En juin, elle est redirigée vers la Savoie. Le 18, elle reçoit pour mission de ralentir la poussée ennemie sur une ligne Annonay-Andance, au sud de Lyon. Du 21 au 24, les spahis résistent aux attaques répétées allemandes et ne cessent le combat qu'à l'arrêt des hostilités.

Plaques commémoratives des combats du 6e RSA pendant la bataille de France
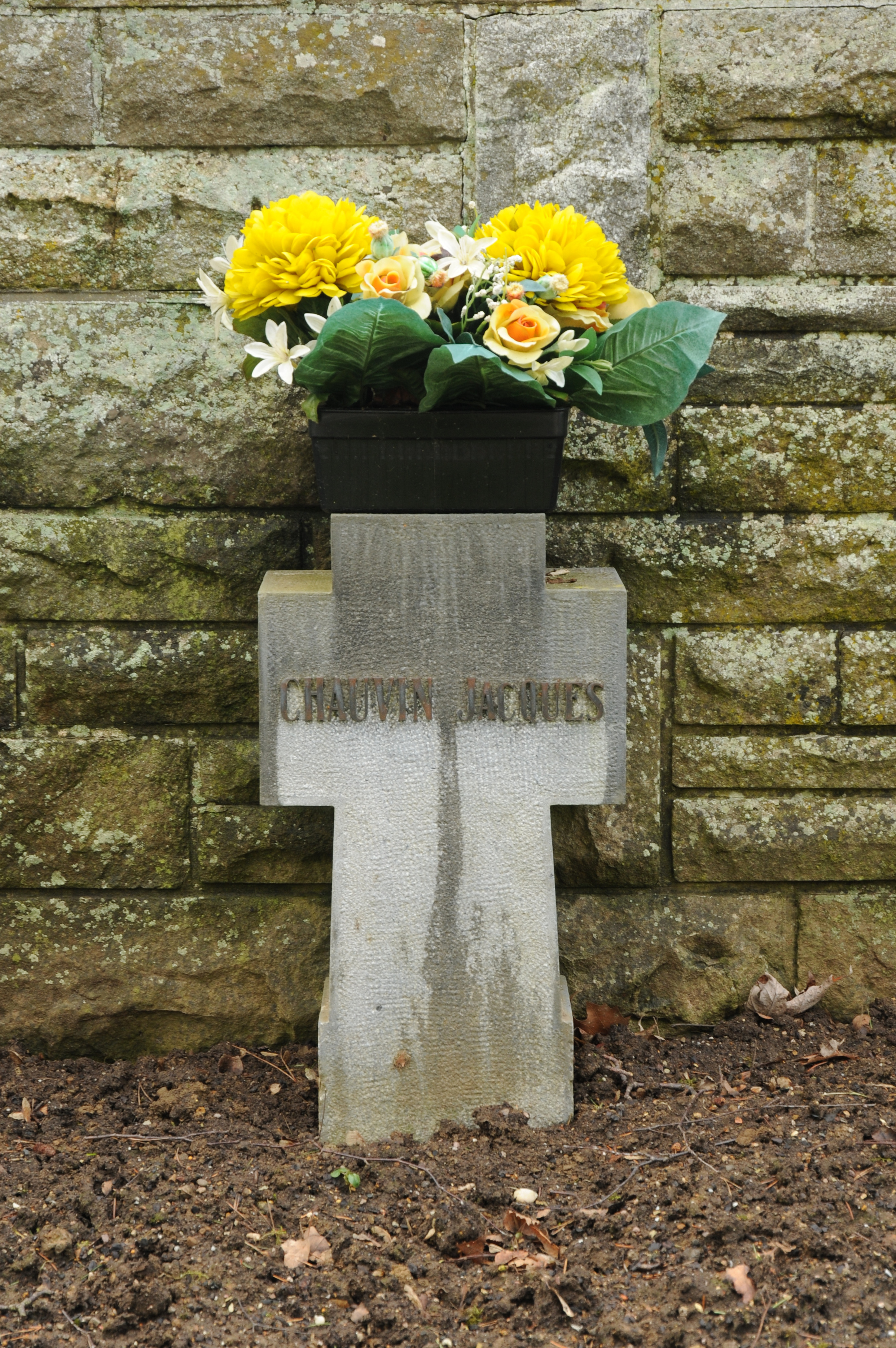
Tombe à Dudelange du sous-lieutenant Chauvin, tué le 10 mai 1940 à Pétange (Luxembourg)
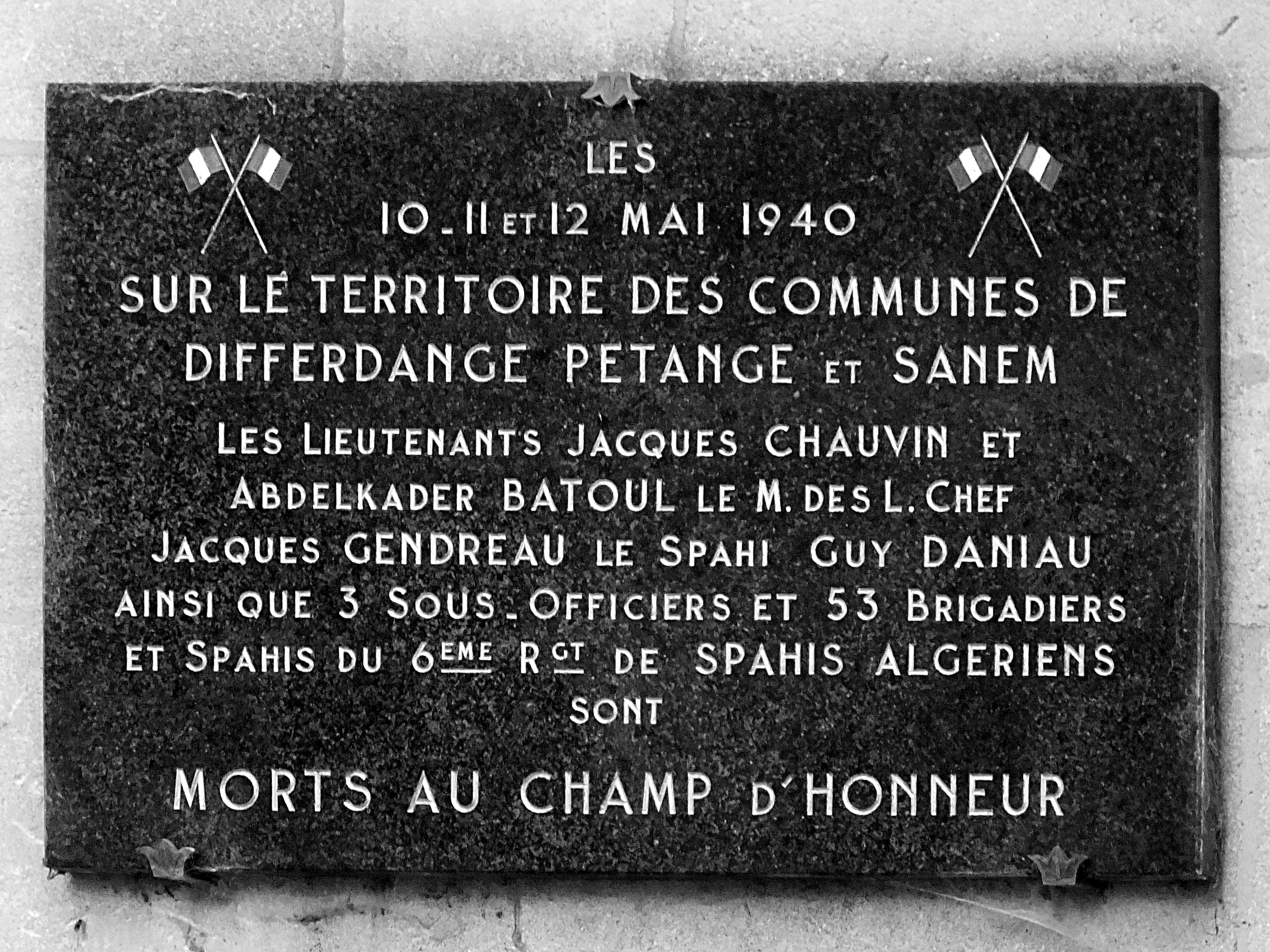
Plaque sur l'église de Lasauvage en mémoire des 59 spahis tués les 10, 11 et 12 mai à Differdange, Pétange et Sanem.
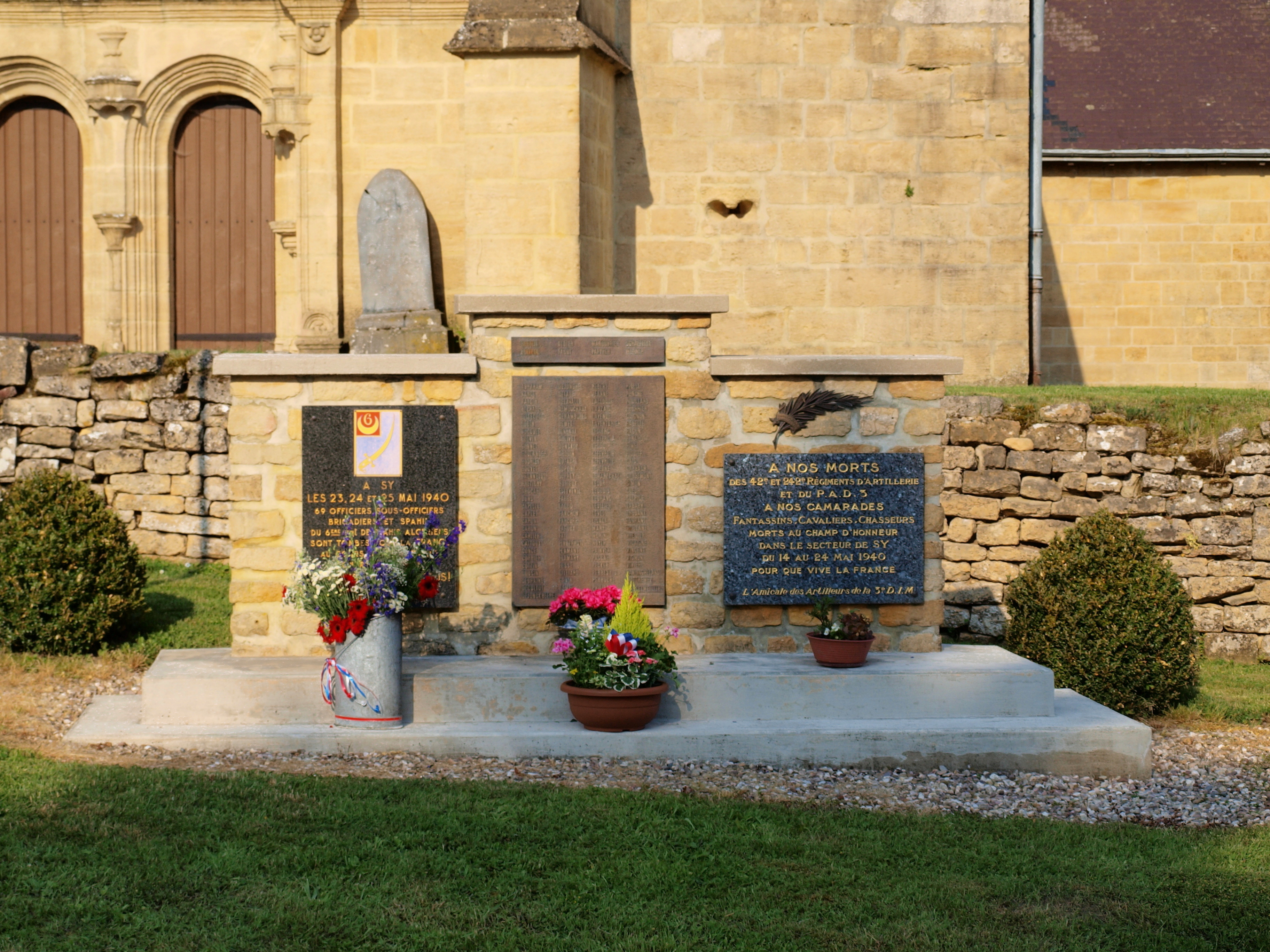
Plaque en mémoire des 69 spahis tués en défendant Sy (Ardennes), les 23, 24 et 25 mai.

À la fin de l'année, le 6e RSA gagne Tlemcen où il est dissous. Mais il est recréé dès 1942 à Aumale (actuel Sour El Ghozlane), rejoint les troupes françaises en Tunisie et participe aux combats au sein du XIXe corps d'armée. Il regagne ensuite l'Algérie et prend le nom de 6e régiment de spahis algériens de reconnaissance (6e RSAR) en 1944, qui deviendra 2e régiment de spahis algériens de reconnaissance (2e RSAR) et finalement 2e régiment de spahis algériens.

### Après 1945
Reformé encore en 1948 sous la forme d'un escadron à Alger sous le nom de 6e escadron de spahis algériens (6e RSA) et brièvement comme 6e groupement de reconnaissance de spahis algériens (6e GRSA). Il est finalement dissous en 1956.

## Étendard
Il porte, cousues en lettres d'or dans ses plis, les inscriptions suivantes :
- Levant 1925-1927

## Décorations
Le régiment est décoré de la croix de guerre des TOE avec deux palmes (citations à l'ordre de l'armée) et de la croix de guerre 1939-1945 avec une palme. Cette citation est attribuée à la 1re brigade de spahis, composée du 6e régiment de spahis algériens et du 4e régiment de spahis Marocains[réf. souhaitée]. Il porte la fourragère aux couleurs de la croix des TOE.

## Personnalités ayant servi au régiment
- Henri Chas (1900-1945), résistant français, Compagnon de la Libération.

### Sources
- R. Noulens (sous la direction de), Les Spahis, cavaliers de l'armée d'Afrique, Paris, 1997
- Thierry Moné et Jean-François Tixier, Les insignes des spahis, Panazol, Lavauzelle, 1999, 157 p. (ISBN 978-2-702-50450-5)
- Capitaine Kuntz, Historique du 6e régiment de spahis algériens, Compiègne, Impr. du "Progrès de l'Oise", 1933, 24 p., lire en ligne sur Gallica